# Hải long cỏ
Hải long cỏ hay còn gọi là cá rồng biển thân cỏ (danh pháp hai phần: Phyllopteryx taeniolatus) là một loài cá thuộc họ Cá chìa vôi. Cho đến khi phát hiện ra Phyllopteryx dewysea  như là một loài mới trong năm 2015, nó là thành viên duy nhất của chi  Phyllopteryx . Con trưởng thành có màu hơi đỏ, với các mảng vàng và tía; chúng có phần phụ như chiếc lá giúp chúng ngụy trang và một số gai ngắn để tự vệ. Con đực có thân hẹp hơn và màu tối hơn con cái. Hải long cỏ có một vây lưng dài dọc theo lưng và vây ngực nhỏ ở hai bên cổ, giúp cho chúng giữ được thăng bằng. Chúng có thể có thân dài 45 cm.
Hải long cỏ là biểu tượng hải dương của bang Victoria ở Úc.
Loài này thường gặp ở bờ biển phía nam của Úc, khoảng giữa Port Stephens, New South Wales và Geraldton, Western Australia, cũng như xung quanh Tasmania.
Hải long cỏ sinh sống ở vùng nước ven biển xuống ít nhất sâu 50 m. Nó gắn liền với các rạn đá, giường rong biển, đồng cỏ cỏ biển và các cấu trúc thuộc địa của rong biển.

## Hình ảnh

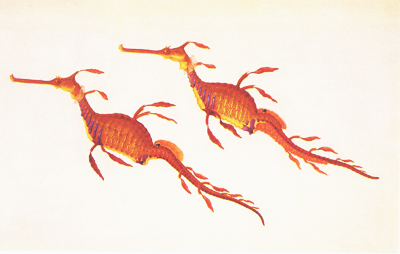
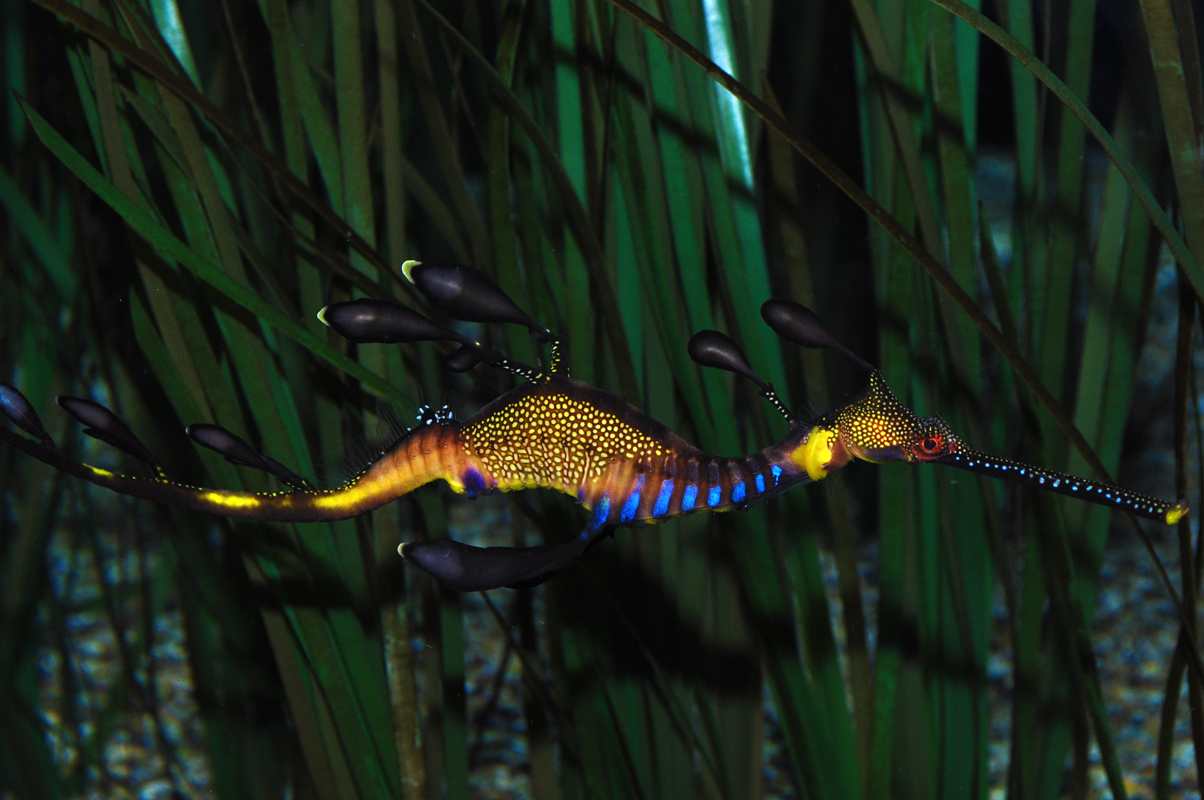
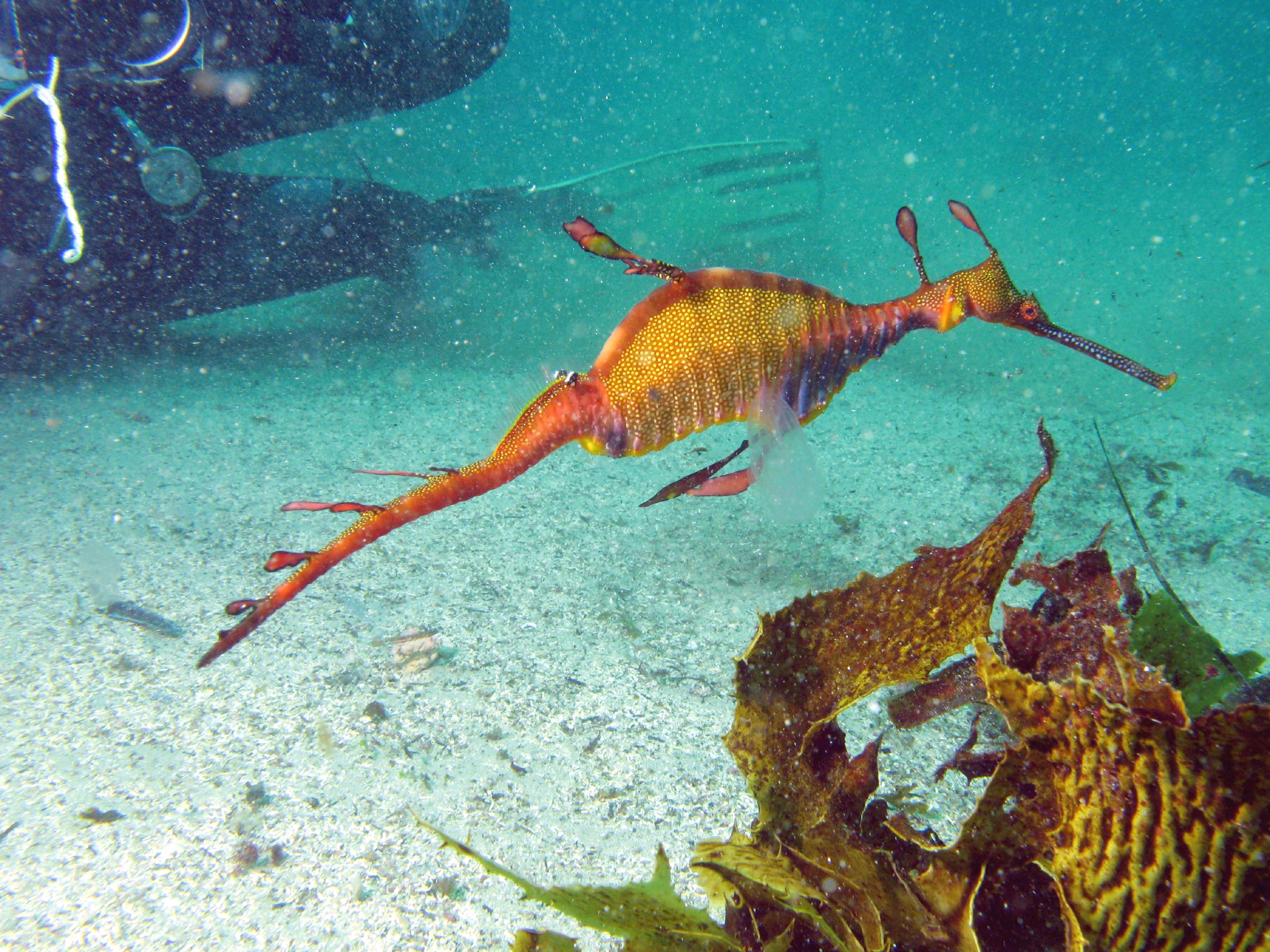
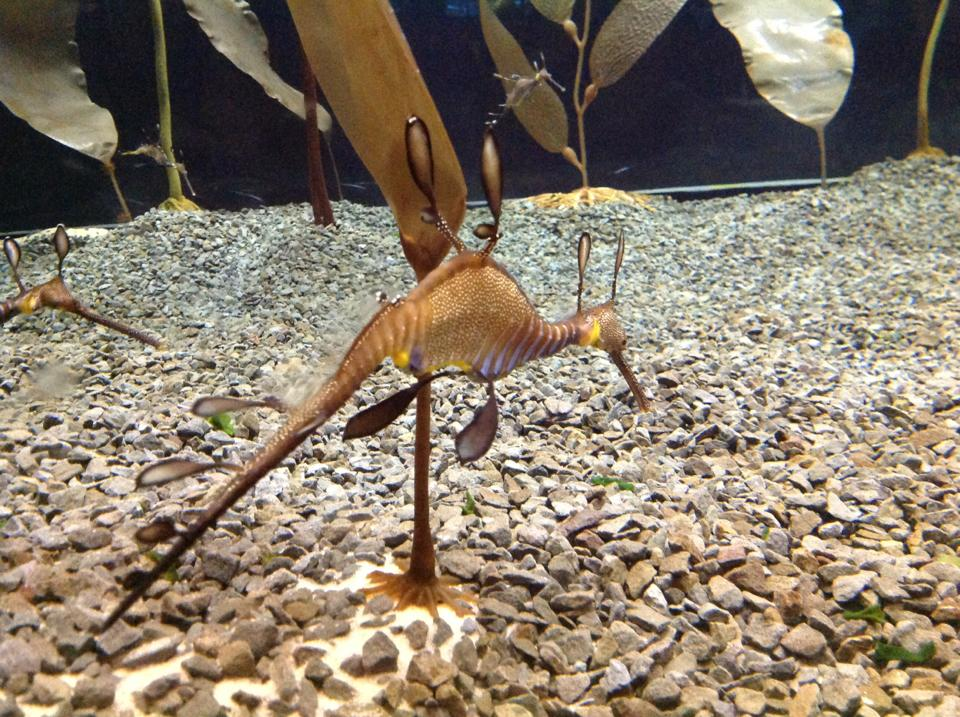